# 一見傾心
《一見傾心》，是2021年一部以中華民國初年為背景的偶像言情剧，由陳星旭、張婧儀、林彥俊、陳欣予主演，於2020年6月13日開機，同年9月5日殺青。於2021年11月9日在优酷首播。台灣OTT平台LINE TV、LiTV 線上影視、myVideo同步上架。

## 演員列表

### 主要演員
| 演員   | 角色   | 介紹 |
| 陳星旭 | 譚玹霖 | 譚家軍少帥、上海防守司令，江城鎮守使譚子堯的遺孤，沐婉卿之夫，十年前譚家軍被取消番號、被眾人鄙視看輕，為了證明自己，密謀多年後跟吳向應聯手拿下上海防守司令部，外在風流，實則重情重義，對沐婉卿一見傾心，兩人不畏艱難險阻，相知相惜，後成婚。譚子杰的侄子，譚家軍的少帥，調查十年前在黃浦江，是被徐伯鈞聯合日商山下淳一被剿滅在黃埔江附近，連當時跟在父親身邊打仗的大哥譚玹宇也一起陪葬，當年譚家軍的副官劉復，不滿父親將他因為兒子挪用一萬大洋的軍餉，而被譚督軍依照軍法處決，所以當時就已經成為徐伯鈞的人，也是因為自己兒子處決的事，對譚督軍懷恨在心，而將十年前打仗的路線告知給徐伯鈞，導致譚家軍戰敗給徐家軍。父親戰敗後，母親及自己的三弟也一起離人世，留下當時才15歲的自己及8歲的妹妹譚桑榆。最後在江城跟劉復戰役，失去了自己的副官譚四，也被徐光耀趕來解救自己，戰役結束後，徐光耀、蘇泓琛加入廖軍醫的革命軍，也在江城跟沐婉卿、徐光耀、蘇泓琛、裴紹鈞、譚桑榆、吳向應相聚。 |
| 張婧儀 | 沐婉卿 | 沐致遠之長女，譚玹霖之妻，個性有勇有謀、獨立自主，兒時因哥哥沐遠航死於非命，且父親與母親的陪嫁丫鬟有私情，母親傷心之下帶其遠赴日本生活。十年後，母親逝世，而她在回到沐家的船上，遇到了譚玹霖，雙方各取所需強強聯手經歷各種波折和生死考驗，兩人相愛後成婚。跟譚玹霖合作後，譚玹霖幫她查到當年哥哥死亡的真相，實際是徐伯鈞戰爭導致沐遠航死亡。 |
| 林彥俊 | 徐光耀 | 少帥，越城督軍徐伯均之子，個性成熟穩重，跟沐家是世交，基於長輩的意思而與沐婉婷有婚約，但其實喜歡兒時青梅竹馬的沐婉卿，後來知道沐婉卿喜歡的人是譚玹霖，還有知道自己父親是害死沐婉卿哥哥的兇手，選擇放手，成全他們，對自己父親做的事，而想辦法彌補。最後繼承父親，徐家軍軍隊，前去江城解救譚玹霖，開槍殺了劉復，也加入廖希的革命軍，在江城跟譚玹霖、沐婉卿、蘇泓琛、裴紹鈞、譚桑榆、吳向應聚在一起。 |
| 陳欣予 | 顧月霜 | 電影明星，十年前在戰場上被譚玹霖所救，之後便對其如同自己的親人，喚譚玹霖為小叔叔，但心裡早已喜歡上譚玹霖，後來在蘇泓琛追求中也喜歡上他了，死前答應跟他在一起，因譚玹霖幫前軍醫廖先生走私軍火給革命黨，被日本商會會長山本淳一及徐伯鈞聯合，要讓北京政府證實譚玹霖確實背叛國家，而被徐伯鈞派徐遠以譚玹霖名義，將顧月霜帶走，逼迫顧月霜捏造事實，顧月霜被打傷始終不知道，也沒有要捏造事實，後來徐遠知道顧月霜是不會變造事情真相，而注射嗎啡，導致顧月霜嗎啡上癮，顧月霜不願造徐遠說的做，也不想被徐遠用嗎啡控制自己，選擇跳窗自殺。 |

### 其他演員
| 演員   | 角色   | 介紹 |
| 蔡宇航 | 蘇泓琛 | 少帥，晉陽督軍蘇景山之子，喜歡顧月霜，後來因為顧月霜之死，而改變自己原本的想法，決定加入革命，去廣州，徐光耀前去車站送蘇泓琛，被受難災民說他父親就是個為了權利不顧他人死活，要徐光耀父債子還，因而臨時起意跟著蘇泓琛到廣州加入革命軍，最後大家為救被劉復在江城攻打的譚玹霖，而前去江城跟譚玹霖、沐婉卿、徐光耀、裴紹鈞、譚桑榆、吳向應聚在一起。 |
| 原若航 | 裴紹鈞 | 少帥，平城督軍裴勛之子，原本留在上海，沒跟自己父親回去北京，因徐光耀在上海倉庫查到，譚玹霖進了一批天津機器庫，前來交接的人，跟徐光耀表明是裴勛私下，要他們販售的，要徐光耀看在從小跟自家少帥，從小一起長大也還是哥們的份上，別把這件事捅破，徐光耀也在那些人身上收到以南的鈔票，要是事情敗露可以嫁禍給以南的革命軍，跟當時在夜總會裡，查到要刺殺自己的人一樣的手法，之後徐光耀並沒有將這件事告知給自己父親，而是私下跟裴紹鈞說，導致裴紹鈞回北京調查此事，譚桑榆幫自己哥哥，送閔大成給的十年前碼頭攻打時的膠捲帶，也是這樣譚桑榆再次告白裴紹鈞，雖然裴紹鈞嘴上還是把她氣走，譚桑榆沒放棄，將自己已經拿崇德女中的肄業證書，做好留在北京陪著他的準備，並不是因為他是裴家軍的少帥，而圖謀不軌的接近他，裴紹鈞跟譚桑榆在一起，譚桑榆就留在北京唸裴軍女中，最後代表自己父親，作為與革命軍談和的使者，而帶著譚桑榆前去江城，而跟譚玹霖、沐婉卿、徐光耀、蘇泓琛、吳向應聚在一起。 |
| 邵偉桐 | 譚四   | 譚玹霖的副官，最後在江城，跟劉復戰役時身亡。 |
| 馬月   | 沐婉婷 | 沐致遠之次女、沐婉卿同父異母的妹妹，實為崔連鳳跟閔大成偷生的私生女，喜歡徐光耀。性格蠻橫驕縱、飛揚跋扈，視沐婉卿為眼中釘，恨不得至其於死地。 |
| 戴蕥琪 | 譚桑榆 | 譚家小姐，譚玹霖之妹，譚桑榆幫自己哥哥，送閔大成給的十年前碼頭攻打時的膠捲帶，也是這樣譚桑榆再次告白裴紹鈞，雖然裴紹鈞嘴上還是把她氣走，譚桑榆沒放棄，將自己已經拿崇德女中的肄業證書，做好留在北京陪著他的準備，並不是因為他是裴家軍的少帥，而圖謀不軌的接近他，裴紹鈞跟譚桑榆在一起，譚桑榆就留在北京唸裴軍女中，最後陪裴紹鈞代表自己父親，作為與革命軍談和的使者，前去江城，而跟譚玹霖、沐婉卿、徐光耀、蘇泓琛、裴紹鈞、吳向應聚在一起。 |
| 修慶   | 徐伯均 | 越城督軍，十年前攻打上海倉庫，間接導致被人綁架到倉庫的沐遠航死亡，為了將軍權能交給自己兒子，還利用閔大成，只要不把害死沐遠航的事，說出去，還有繼續幫自己做事，會保他女兒沐婉婷嫁給自己兒子徐光耀，讓沐婉婷成為少帥夫人，但是居然沒有兌現承諾，還讓徐遠去上海綁架顧月霜，逼迫顧月霜，導致顧月霜死，雖然自己保有徐家軍，而交給自己兒子徐光耀，徐光耀後來帶著自家的兵，一起加入革命軍，為了大義及百姓們能不再有戰煙硝火，沒有如自己所想的，跟自己一樣成為一方軍帥。 |
| 鄭曉寧 | 沐致遠 | 上海大亨，肖冰清前夫，沐遠航、沐婉卿之父，崔連鳳丈夫，沐婉婷養父，去車站接從北京回來的譚玹霖及沐婉卿，卻為救譚玹霖及女兒沐婉卿一行人，而被徐伯鈞派去車站要殺譚玹霖的人殺死，臨終前將女兒沐婉卿交給譚玹霖。 |
| 曹衛宇 | 裴勳   | 平城督軍，原本從上海回到北京，兒子沒跟著自己回北京，因徐光耀在上海倉庫查到，譚玹霖進了一批天津機器庫，前來交接的人，跟徐光耀表明是裴勛私下，要他們販售的，要徐光耀看在從小跟自家少帥，從小一起長大也還是哥們的份上，別把這件事捅破，徐光耀也在那些人身上收到以南的鈔票，要是事情敗露可以嫁禍給以南的革命軍，跟當時在夜總會裡，查到要刺殺自己的人一樣的手法，之後徐光耀並沒有將這件事告知給自己父親，而是私下跟裴紹鈞說，導致裴紹鈞回北京調查此事，譚桑榆幫自己哥哥，送閔大成給的十年前碼頭攻打時的膠捲帶給自己，那時想用翻查十年前，沐遠航是徐伯鈞害死的這件事，扳倒徐伯鈞，沒想到徐伯鈞派人在上海調查到他派人要殺自己兒子徐光耀，還有私下販售機械的證據，而寄信及錢給自己，要他不能照法院判決拿走自己的兵權及褫奪徐家軍番號，自己有把柄只好認栽，只讓徐伯鈞下崗。 |
| 譚凱   | 譚子堯 | 江城鎮守使，譚玹宇、譚玹霖、譚桑瑜之父，譚子杰的哥哥，譚家軍的督軍，十年前在黃浦江，被徐伯鈞聯合日商山下淳一被剿滅在黃埔江附近，連當時跟在自己身邊打仗的大兒子譚玹宇也一起陪葬，當年自己的副官劉復，不滿自己兒子只是挪用一萬大洋的軍餉，而被譚督軍依照軍法處決，所以當時就已經成為徐伯鈞的人，也是因為自己兒子處決的事，對譚督軍懷恨在心，而將十年前打仗的路線告知給徐伯鈞，導致譚家軍戰敗給徐家軍。 |
| 楊紫嫣 | 崔連鳳 | 肖冰清之陪嫁丫環，沐致遠妻子，沐婉婷之母，與閔大成是同鄉且曾有私情，後因真相被揭發而上吊自盡。 |
| 黑子   | 陳紹武 | |
| 盧星宇 | 閔大成 | 寶利典當行老闆，與崔連鳳是同鄉並曾有私情而生下沐婉婷 |
| 霍政諺 | 廖希   | 十年前是譚家軍的軍醫，後來成為革命軍，也是幫助譚玹霖調查，十年前譚家軍戰敗的事情，後來也引領蘇泓琛、徐光耀、譚玹霖成為革命軍，最後大家為救被劉復在江城攻打的譚玹霖，而前去江城而聚在一起。 |
| 李欣澤 | 徐遠   | 徐伯均的副官，聽命於徐伯鈞，綁架顧月霜，在逼迫顧月霜過程，使出注射大麻，導致顧月霜跳窗自殺，最後在聽了徐光耀，告知一直以來追隨徐伯鈞，認為徐伯鈞是自己到救命恩人，只不過是因為徐伯鈞在山東打仗的時候，要將那時還幾個月大的自己衣服拿來擦自己沾滿血的劍，彎下腰而讓徐伯鈞逃過一死，徐伯鈞覺得他是自己的福星，所以沒將他殺死，而抱回去扶養，實際上自己的父母都是被徐伯鈞殺害，知道真相後，舉槍自盡。 |
| 曹曦月 | 徐曼   | 譚玹霖機要秘書，想要竊取上海布防圖後走漏消息，被譚玹霖發現後滅口。 |
| 李昂   | 吳向應 | 上海防守副司令，譚玹霖申請去江城當鎮守使者，也舉薦吳向應成為上海防守司令，最後放棄上海司令一職，跟隨譚玹霖到江城加入革命軍，大家在江城相聚。 |
| 白海濤 |        | |
| 郭昊鈞 | 徐城   | 徐光耀的副官 |
| 楊常青 | 左參謀 | 裴勛以前的副官，裴家軍的軍官。 |

## 電視劇歌曲
| 曲序 | 曲目               |              | 作曲   | 编曲   | 演唱   |
| ---- | ------------------ | ------------ | ------ | ------ | ------ |
| 1.   | 星辰如眸（片头曲） | 淺紫         | 淺紫   | 王德隆 | 司南   |
| 2.   | 策馬高歌（片尾曲） | 淺紫         | 淺紫   | 常瑋   | 張赫宣 |
| 3.   | 明明知道（插曲）   | 林沛涌，張珺 | 孙英男 | 常瑋   | 蔡翊昇 |
| 4.   | 你的約定（插曲）   | 峦無眠       | 陳維希 | 邱沐陽 | 戴羽彤 |
| 5.   | 飄摇（插曲）       | 林霞         | 淺紫   | 常瑋   | 范倪   |

## 电视节目的变迁
| 马来西亚 Astro 双星 HD 星期一至五 21:00 - 23:00 （两集连播）               | 马来西亚 Astro 双星 HD 星期一至五 21:00 - 23:00 （两集连播）     | 马来西亚 Astro 双星 HD 星期一至五 21:00 - 23:00 （两集连播） |
| -------------------------------------------------------------------------- | ---------------------------------------------------------------- | ------------------------------------------------------------ |
|                                                                            | 一见倾心 （2021年11月11日－2021年12月30日）                      |                                                              |
| 您好！母亲大人 （2021年10月18日－2021年11月10日） (星期一至四 21:00-23:00) | 沉睡花园 （2022年1月3日－2022年2月8日） (星期一至三 21:00-22:30) |                                                              |

## 外部連結
- 電視劇一見傾心的新浪微博
- 豆瓣电影上《一見傾心》的資料 （简体中文）